# آلوارو دی آریبا
آلوارو دی آریبا (انگلیسی: Álvaro de Arriba؛ زادهٔ ۲ ژوئن ۱۹۹۴) ورزشکار دو و میدانی اهل اسپانیا است.